# Jonas Rothlaender
Jonas Rothlaender (* 5. November 1982 in Lübeck) ist ein deutscher Filmregisseur, Drehbuchautor und Filmproduzent. Seit 2016 ist er außerdem als Hörspielregisseur aktiv.

## Leben und Werk
Jonas Rothlaender wuchs als ältestes von sieben Kindern auf. Nach seinem Abitur 2003 drehte er erste eigene Kurzfilme und arbeitete als Regieassistent bei verschiedenen Filmproduktionen. Von 2007 bis 2015 studierte er im Fachbereich Regie an der Deutschen Film- und Fernsehakademie Berlin (DFFB).
Sein 6-minütiger Studentenfilm Das Hemd wurde in das Kurzfilmprogramm Next Generation Short Tiger 2011 aufgenommen und lief dadurch auf zahlreichen internationalen Festivals wie Cannes, Madrid, Buenos Aires, Paris, Moskau und New York.
Mit seinem ersten langen Dokumentarfilm, Familie Haben, gewährte Jonas Rothlaender einen intimen Einblick in seine komplexe, von tiefen Zerwürfnissen geprägte Familiengeschichte. Seine Großeltern, seine Mutter, sowie er selbst sind die zentralen Protagonisten. Der Film gewann 2015 den Preis der Jury des Festivals Univerciné Cinéma Allemand in Nantes, und startete am 7. Januar 2016 in den deutschen Kinos.
Für sein Spielfilmdebüt Fado, einem Liebes- und Eifersuchtsdrama in Lissabon, erhielt Rothlaender 2016 beim Filmfestival Max Ophüls den Filmpreis der saarländischen Ministerpräsidentin für die Beste Regie. Der Film gewann außerdem den Regiepreis beim Filmfestival Achtung Berlin, den Preis für den besten Spielfilm beim Studentenfilmfestival Sehsüchte in Potsdam-Babelsberg, und den Preis der deutschen Filmkritik für das beste Spielfilmdebüt. Die letztgenannte Auszeichnung begründete die Jury so:

„Jonas Rothlaenders erster Langspielflm „Fado“ ist das Psychogramm eines Eifersüchtigen, die Annäherung an ein Gefühl – präzise, emotional und ziemlich genial, ein sehr reifes Debüt: Realität und eine surreale Gedankenwelt verschränken sich gekonnt, die Schauspieler werden ungemein sicher geführt, jeder Satz, jede Szene, jede Metapher sitzt.“

2016 gestaltete Jonas Rothlaender ein 54-minütiges Radio-Feature für den SWR 2: Imported Husbands, ein dokumentarisches Porträt über Männer, die es wegen der Liebe nach Finnland verschlagen hat. 2018 realisierte Rothlaender ebenfalls für den SWR 2 sein erstes Hörspiel: Satomis Geheimnis, mit Hans Löw, Joy Maria Bai, Luise Heyer, Lily Kottkamp und Lars Rudolph in den Hauptrollen. Die Idee zu der deutsch-japanischen Geschichte über die Wiederbelebungsversuche einer Jugendliebe, entstand während eines Stipendium-Aufenthalts von Rothlaender in der Villa Kamogawa des Goethe-Instituts in Kyōto, Japan. Die Erstsendung des 79-minütigen Hörspiels fand am 7. Januar 2018 im SWR 2 statt.
Im Mai 2022 kam sein Film Das starke Geschlecht in die Kinos.

## Filmografie

### Regie
- 2010: Kaperfahrt (Kurzspielfilm)
- 2010: Das Hemd (Kurzspielfilm für Arte)
- 2011: Jagdgründe (TV-Kurzspielfilm für den rbb)
- 2014: Auf Anfang (Kurzspielfilm)
- 2015: Familie Haben (Kinodokumentarfilm)
- 2016: Fado (Kinospielfilm)

### Drehbuch
- 2010: Kaperfahrt – Ko-Autor mit Birgit Maiwald
- 2010: Das Hemd – Ko-Autor mit Sebastian Bleyl
- 2014: Auf Anfang
- 2015: Familie Haben
- 2016: Fado – Ko-Autor mit Sebastian Bleyl

### Produktion
- 2015: Familie haben – Ko-Produktion mit der DFFB
- 2017: Liebes Ich, (Dokumentarfilm) – Regie: Luise Makarov, Ko-Produktion mit DFFB und rbb

## Hörspiele und Radio-Features
- 2016: Imported Husbands – Radio-Feature, SWR 2
- 2018: Satomis Geheimnis – Hörspiel, SWR 2

## Auszeichnungen
- 2015: Preis der Jury des Univerciné Cinéma Allemand, Nantes für Familie Haben
- 2016: Max Ophüls Preis – Beste Regie für Fado
- 2016: Filmfestival Achtung Berlin – Beste Regie für Fado
- 2016: Filmfestival Sehsüchte – Bester langer Spielfilm für Fado
- 2016: Preis der deutschen Filmkritik – Bestes Spielfilmdebüt für Fado